# داون مارتن
داون مارتن (بالإنجليزية: Dawn Martin)‏ هي مغنية أيرلندية، ولدت في 1976 في دوندالك في جمهورية أيرلندا.

## وصلات خارجية
- داون مارتن على موقع ميوزك برينز (الإنجليزية)
- داون مارتن على موقع ديسكوغز (الإنجليزية)